# Аублаа
А́ублаа или Обла́гу (абх. Aubla, адыг. Уэблагъуэ) — абхазская абазинская княжеская и убыхская аристократическая фамилия.
Согласно данным абхазского историка и этнографа Ш. Д. Инал-ипа, Аублаа были одной «из ассимилированных убыхами коренных абазино абхазских (садзских) родоплеменных групп»; «Этот род пользовался большим уважением и популярностью не только среди садзов, но абхазов вообще, выступая в абхазском фольклоре одной из самых привилегированных и почитаемых родовых групп».
Аублаа правили в устье реки Сочи, где данной родоплеменной группе принадлежало древнее святилище Аублаа-рныха, а своё наименование получили в честь абхазского бога культуры Аубла. Временами Аублаа имели междоусобные конфликты с убыхским родом Берзек.
После окончания Кавказской войны, считается что род Аублаа исчез..  

## Обычаи рода
В роду Аублаа существовал древний обычай — детям, не достигшим трёх лет, запрещалось ступать ногами на землю, всё это время их носят на руках. По достижении трёх лет, в центре двора на земле расстилают овечью шкуру и ставят на неё босоногого мальчика. При этом читают специальную молитву: «Пока этот мальчик будет ходить по Земле, пусть от него будет отвращена всякая порча и чтоб была ему ниспослана благодать, любить и быть любимым среди своего народа, чтоб он был достойным всяческого уважения, а Бог пусть относится к нему с любовью. Пусть он будет красивым, хорошим и чтоб в народе пользовался славой». С этого момента он считается, как говорят Аублаа, «освобождённым от злых сил Земли». Ритуал этот неукоснительно продолжают совершать все семьи Аублаа до настоящего времени. «Мы, Аублаа, продолжаем исполнять обычаи предков – молимся не иначе, как сидя на овечьих подстилках. Мы, подобно предкам, высоко несём нашу Аублара (родовую честь Аублаа), нашу мораль, нашу Апсуара (Абхазство).
Представители рода пользовались большим почтением в Абхазии. Когда Аублаа сходили с лошади, то им не давая ступить сразу на землю, подстилали под ноги нижнюю полу своей бурки или черкески.

## Афоризмы
Род Аублаа был идеализирован в абхазском обществе и сильно почитаем, что выражается во множестве афоризмов и поговорок, сохранившихся в Абхазии. Вот некоторые из них:
- «Как-будто привели дочь Аублаа». (Так говорили о чрезмерной суете во время привода невесты в дом.)
- «Он должен быть таким же бесстрашным как Аублаа».
- «Только тот, кто обладает особым мужеством может позволить себе соперничать с Аублаа».
- «Ему оказали такой почёт, будто он сын Аублаа»
- «Он Аублаа, может и не вставать» (Имеется в виду, что Аублаа имели право не вставать ни перед царями, ни перед владетелями в силу своего особого положения)
- «Что ты так дрожишь за свою жизнь, будто душа самого Аублаа сидит в тебе»
- «Для абхаза гость так же дорог и уважаем, как представитель рода Аублаа»
- «Что ты так задержался, будто тебя посетил сам Аублаа!»

## Известные представители
- Ахмат Али-бей Аублаа — владетельный князь Сочи в середине XIX века.
- Мюнур Аублаа — потомок абхазских князей, проживал в Турции.

## Интересные факты
- С 1990 года в Гудаута выходит молодёжная газета «Аублаа»[2].
- Аубла имеет в Абхазии и второе значение — «святой», «пророк», что возможно свидетельствует о принадлежности предков Аубла к жреческой иерархии Анцэа. По-абхазски «Аубла — паимбаруп» значит «Аубла — это пророк»[3].
- В старину в Абхазии говорили о том, что: «Вначале был Аублаа, затем Апсха, потом Ачба, за ним Чачба». Этим подчеркивалась древность рода и его знатность.